# 源覚寺 (文京区)
源覚寺（げんかくじ）は、東京都文京区小石川にある浄土宗の寺院。『こんにゃくえんま』（こんにゃくゑんま）で知られる。山号は常光山。

## 歴史
当寺院は、寛永元年(1624年) に定誉随波上人（後に増上寺第18世）によって創建された。本尊は阿弥陀三尊（阿弥陀如来、観音菩薩、勢至菩薩）。特に徳川秀忠、徳川家光から信仰を得ていた。江戸時代には四度ほど大火に見舞われ、特に天保15年（1848年）の大火では本堂などがほとんど焼失したといわれている。しかし、こんにゃくえんま像や本尊は難を逃れた。再建は明治時代になったが、その後は、関東大震災や第二次世界大戦からの災害からも免れられた。しかし老朽化が進み、現在の本堂は1979年に再建されたものである。また当寺院は小石川七福神のひとつで毘沙門天も祀っている。また例年7月にはほおずき市が開かれ多くの人が訪れる。（近隣の伝通院の朝顔市とともに知られる）

### こんにゃくえんま
当寺院の別称にもなっている「こんにゃくえんま像」は、鎌倉時代、運慶派の仏師の作と推定される、像高100.4センチの木造閻魔王坐像である。像内に寛文12年（1672年）の修理銘がある。文京区指定有形文化財になっており、文京区内にある仏像でも古いものに属する。閻魔像の右側の眼が黄色く濁っているのが特徴。
右側の目が濁っていることについては以下のような伝説がある。宝暦年間（1751年 – 1764年）に一人の老婆が眼病を患いこの閻魔大王像に日々祈願していたところ、満願の夜、老婆の夢に閻魔大王が現れ、「我、日月にも等しい両眼のうち一つをえぐり取って汝に授くべし（＝我が片眼を汝に与えよう）」と告げたという。その後、老婆の眼はたちまちに治り、以来この老婆は感謝のしるしとして自身の好物である「こんにゃく」を断って、ずっと閻魔大王に供え続けたという。以来この閻魔王像は「こんにゃくえんま」「身代わり閻魔」の名で人々から信仰を集めている。現在でも眼病治癒などのご利益を求め、閻魔像にこんにゃくを供える人が多い。また毎年1月と7月には閻魔例大祭が行われる。

## 史跡・施設

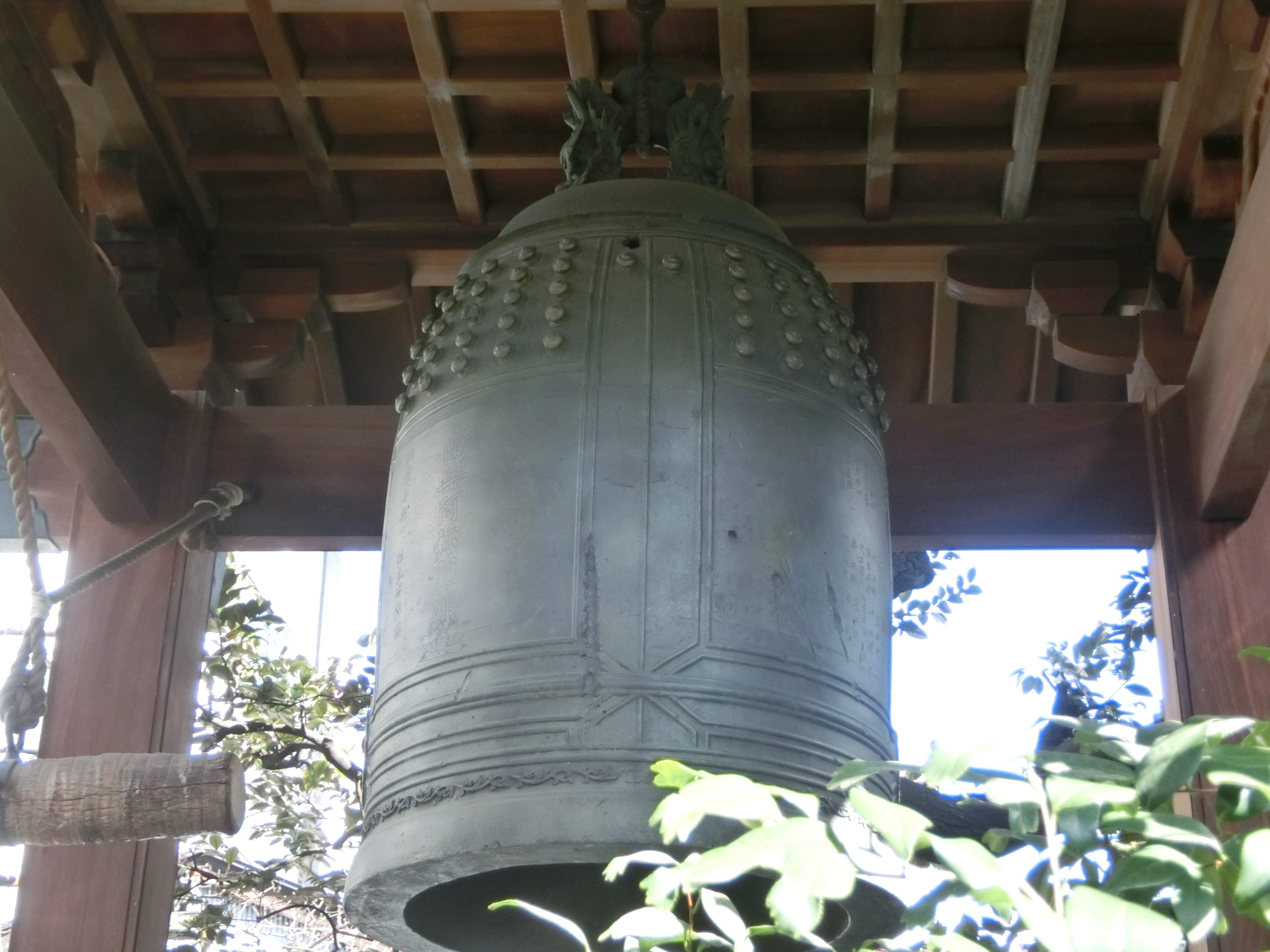
汎太平洋の鐘

- 本堂
- 閻魔堂

「こんにゃくえんま」と通称される閻魔王像及び地蔵菩薩像、奪衣婆像がまつられている。閻魔堂は完成から150年以上たっていたため老朽化しており、現在の建物は2003年に再建されたものである。
- 汎太平洋の鐘

この鐘は元禄3年1690年に完成し、元々当寺院所有のものであったが、昭和12年（1937年）に当時日本領だったサイパンの南洋寺に搬出され、サイパンの人々に時を告げる鐘として使われていた。しかし、第二次世界大戦が勃発し、サイパンは戦禍に飲み込まれ、この鐘も行方不明になっていた。しかし戦後の1965年に米国・テキサス州にてこの鐘が発見される。その後、1974年になって当寺院に返還された。その返還の模様はマスコミにも取り上げられ話題となった。現在では除夜の鐘として大晦日に突かれている。
- 南洋群島物故者慰霊像

第二次世界大戦でサイパンなど南洋群島で犠牲になった人たちを追悼する菩薩像。
- 塩地蔵尊

地蔵尊の自身治したい部分に相応する箇所に塩につけるとご利益があるという。
- 毘沙門天

小石川七福神のひとつになっているもの。

## 墓所
- 堀利煕（旗本、外国奉行）
- 小栗虫太郎（小説家）
- 数原尚樹（歌人、元幕府医師）

## アクセス
- 〒112-0002 東京都文京区小石川2-23-14
- 都営三田線・大江戸線春日駅A5出口より徒歩2分（経路案内）。
- 東京メトロ丸ノ内線・南北線後楽園駅8番出口より徒歩3分（経路案内）。
- 文京区コミュニティバス Bーぐる 目白台・小日向ルート「こんにゃくえんま」停留所下車。
- 拝観は日中の時間帯のみ無料。

## 外部サイト
- 源覚寺ウェブサイト
- えんま商盛会（門前の商店街）ウェブサイト
- 源覚寺 小石川墓陵　霊園ガイド